# Cyperus circumclusus
Cyperus circumclusus là một loài thực vật có hoa trong họ Cói. Loài này được (C.B.Clarke) Schweinf. mô tả khoa học đầu tiên năm 1894.